# Psicoterapia dinamica breve
La psicoterapia dinamica breve è una forma di psicoterapia psicodinamica che deriva dalla terapia psicoanalitica, ma focalizza l'attenzione dello specialista su specifici problemi d'ordine emotivo.
Con questo scopo, lo psicoterapeuta si sforza di sviluppare un rapporto terapeutico efficace nel giro di un breve arco di tempo. A differenza della psicoanalisi classica, di cui comunque assume la matrice metateorica dinamica, la psicoterapia dinamica breve si prefigge il compito di risolvere difficoltà particolari in un numero limitato di sedute.

## Descrizione
Essa, da alcuni punti di vista, ritorna alle origini della psicoanalisi, perché i primi trattamenti effettuati da Sigmund Freud (Studi sull'Isteria) su pazienti isterici furono di breve durata; fu solo nella fase della maturità che egli si interessò di più allo studio del funzionamento psichico che alla vera terapia, e la lunghezza dei trattamenti si allungò.
Già alcuni dei primi e più importanti allievi di Freud si distaccarono dalle sue idee, cercando metodi che potessero abbreviare il processo terapeutico.
Sándor Ferenczi nel suo lavoro: L'ulteriore sviluppo di una Terapia Attiva in Psicoanalisi (1920) sentì l'esigenza profonda di introdurre modalità tecniche attive, "incoraggiando direttamente i pazienti alla produzione di associazioni e fantasie" il più possibile inerenti al problema che si stava trattando, ed evitando le associazioni libere futili e fuorvianti.
Otto Rank, ne Il Trauma della Nascita (1924), insistette sull'idea di fissare un limite temporale al trattamento psicoanalitico.
Alfred Adler rinunciò all'uso del lettino, e decise di effettuare le sedute di fronte al paziente (posizione vis-à-vis).
Le prime esperienze cliniche tentate per rendere la psicoanalisi più breve e più efficace furono descritte da Alexander e French (1946): "il compito del terapeuta è di provocare nel paziente una ri-esperienza delle emozioni conflittuali nel transfert, perché questo può provocare un cambiamento terapeutico", ri-esperienza che Alexander chiamò esperienza emozionale correttiva.
Michael Balint nel 1955 cominciò a sperimentare forme brevi di psicoterapia, e fondò il Brief Psychotherapy Workshop presso la celebre Tavistock Clinic, con un gruppo di clinici di grande perizia.
La loro idea di partenza fu quella di circoscrivere la "zona del conflitto" del paziente, sulla quale concentrare il lavoro terapeutico. Balint coniò per definirla il termine Focus.
A metà degli anni '60, David Malan postulò il rapporto tra i criteri di selezione dei pazienti, la tecnica terapeutica impiegata e la qualità dei risultati che era possibile ottenere, dimostrando con una grande quantità di materiale clinico che la psicoterapia dinamica breve era in grado di ottenere risultati duraturi anche nel trattamento di difficoltà molto strutturate.
Nel 1972, Peter Sifneos propose la sua Psicoterapia Breve Mobilizzante l'Ansia (STAPP), con un approccio simile a quello di Malan, ma ancor più rigidamente focale.
Negli ultimi 25 anni la psicoterapia dinamica breve ha fatto notevoli progressi, soprattutto grazie alle innovazioni nella condotta della seduta introdotte da Habib Davanloo con la sua Psicoterapia Intensiva Dinamica Breve (1990): egli dimostrò, con un grande numero di casi videoregistrati, la possibilità di promuovere un cambiamento profondo con un atteggiamento molto attivo e incisivo da parte del terapeuta, spesso in meno di 40 sedute (anche per i disturbi del carattere). Ciò viene ottenuto, piuttosto che con la selezione dei pazienti, attraverso la mobilizzazione delle emozioni di Transfert, ed il lavoro diretto con la Resistenza, che conseguentemente si rende evidente nella relazione terapeutica.